# Tharp Ice Rise
Der Tharp Ice Rise ist eine rund 2,1 km lange Eiskuppel an der Front des Larsen-Schelfeises an der Black-Küste des Palmerlands auf der Antarktischen Halbinsel. Sie ragt 24 km östlich des Kap Fanning an der Merz-Halbinsel auf.
Der United States Geological Survey kartierte sie anhand von Luftaufnahmen der United States Navy aus den Jahren von 1966 bis 1969. Das UK Antarctic Place-Names Committee benannte sie 1977 nach der US-amerikanischen Geologin und Kartographin Marie Tharp (1920–2006).